# Chronometr
Chronometr – zegar cechujący się dużą dokładnością i odpornością na zmienne warunki pracy. Dawniej pojęcie to odnosiło się wyłącznie do zegarów mechanicznych; obecnie chronometrami bywają nazywane również inne systemy pomiaru czasu działające w oparciu o urządzenia elektroniczne i łączność radiową lub satelitarną.
Chronometr mechaniczny został skonstruowany w 1759 przez angielskiego stolarza Johna Harrisona.
W nawigacji stosowane były chronometry mechaniczne z mechanizmem balansowym, o napędzie sprężynowym. Posiadają mocną obudowę, aby wytrzymywać działanie zmiennych warunków morskich.
Chronometry takie są umieszczane w drewnianych skrzynkach, a następnie zawiesza się je na specjalnym mocowaniu w pozycji poziomej, aby nie dochodziło do błędów pomiarowych. Błąd wskazań chronometru – liczba sekund, o którą przyspiesza lub spóźnia się w czasie doby – nazywany jest dziennym ruchem lub chodem chronometru. Ustawiany jest najczęściej na czas Greenwich, a następnie nie przestawia się go na czas aktualny w miejscu położenia (czas strefowy), lecz różnice czasu z odpowiednim znakiem zapisuje się w dzienniku chronometru. Znajomość dokładnego czasu jest niezbędna przy stosowaniu astronawigacji.
W porównaniu z tradycyjnymi zegarami mechanicznymi, konstrukcja chronometru zawiera szereg nowych rozwiązań. Bęben o zmiennej średnicy, na który nawinięta jest sprężyna, kompensuje spadek siły naciągu towarzyszący odwijaniu sprężyny. Zastosowano też nowy rodzaj wychwytu i zamocowania balansu mniej wrażliwych na drgania z mechanizmem balansowym specjalnej konstrukcji (bimetaliczny włos balansu kompensujący zmiany temperatury).
Obecnie wobec możliwości korzystania z dokładnych zegarów elektronicznych i radiowych sygnałów czasu oraz nowoczesnych systemów nawigacyjnych chronometry wyszły z powszechnego użycia. Stosowane są jednak nadal na okrętach jako rezerwowy czasomierz, nieczuły na działanie impulsu elektromagnetycznego.
Chronometr został po raz pierwszy użyty w czasie drugiej podróży Jamesa Cooka.

## Zastosowanie chronometru w nawigacji morskiej

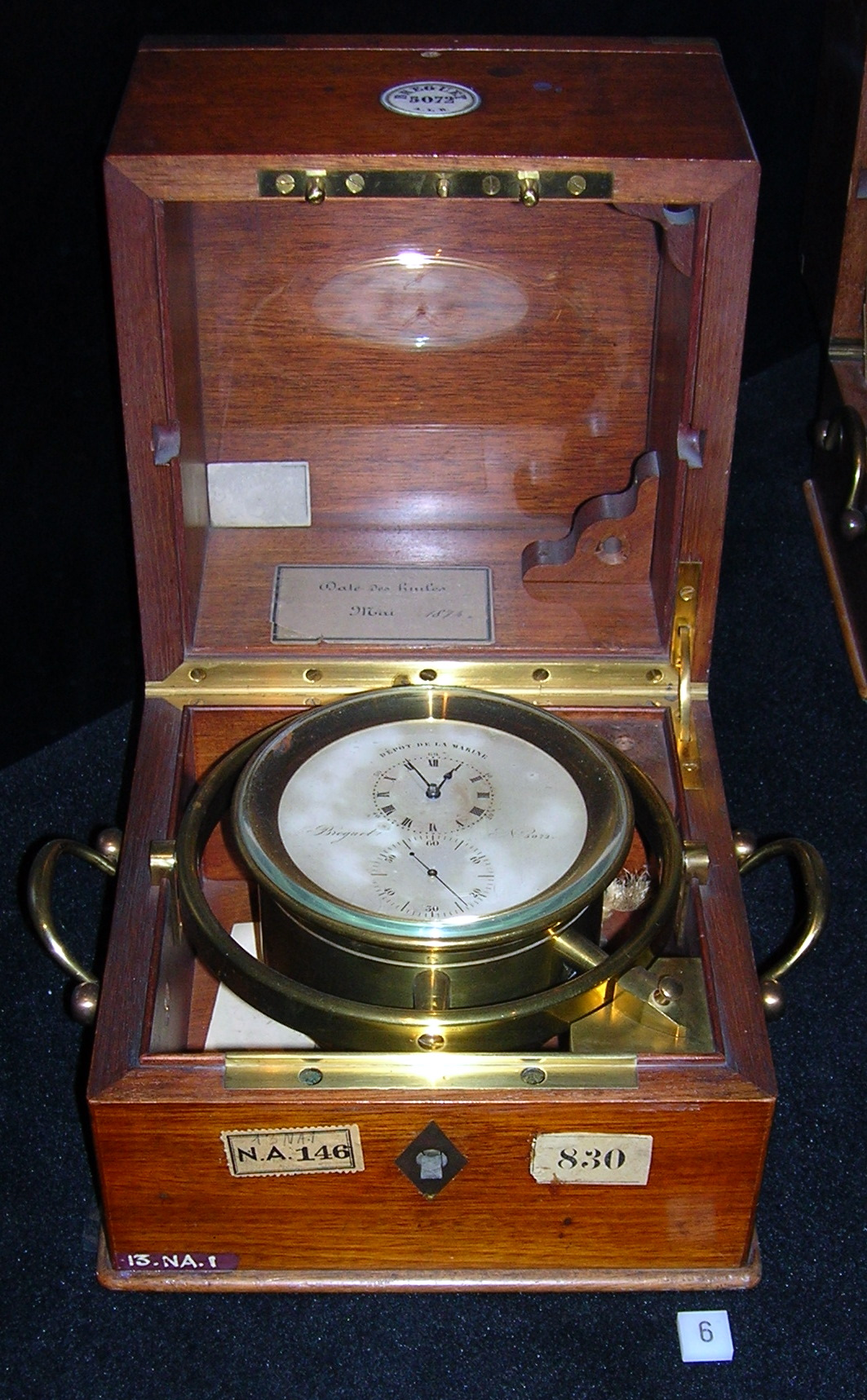
Chronometr morski

W nawigacji dawniej miał zastosowanie chronometr okrętowy.
Tradycyjny chronometr okrętowy składa się z właściwego zegara w antymagnetycznej obudowie, zawieszonego w łożu Cardana wewnątrz drewnianej skrzynki, chroniącej go dodatkowo przed wpływem otoczenia.
Dzienny chód chronometru był zapisywany w specjalnej książce i uwzględniany przy obliczeniach nawigacyjnych, jako że w nawigacji nawet kilkusekundowe odchylenie czasu powoduje błąd rzędu kilku mil morskich.
Tradycyjne chronometry mechaniczne zostały wyparte przez chronometry elektroniczne oraz nawigację satelitarną.

## Wzorcowanie chronometru[2][3][4]

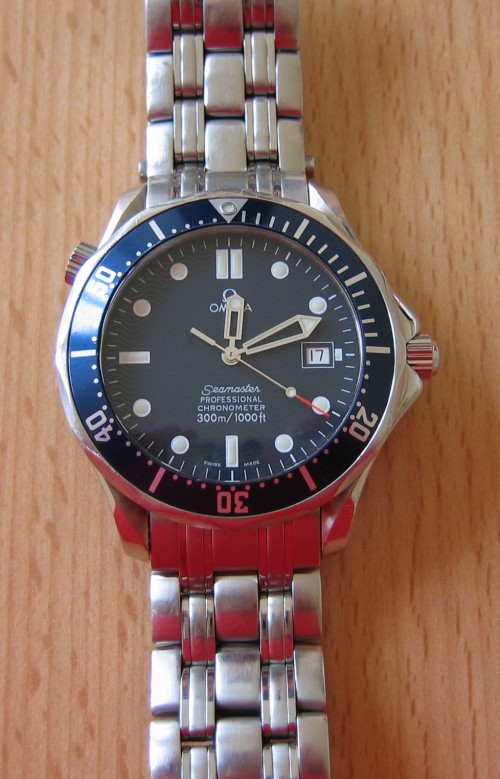
Zegarek z certyfikatem – na tarczy napis Chronometer

Chronometr oficjalny to taki zegar mechaniczny, którego mechanizm przeszedł badanie w Contrôle Officiel Suisse des Chronomètres (C.O.S.C.) – niezależnym laboratorium szwajcarskim.
Badanie trwa 15 dni, podczas których jest sprawdzany chód zegara w pięciu różnych położeniach, w trzech temperaturach.
Badanie wygląda następująco:
- 2 dni koronka w lewo przy 23 °C
- 2 dni koronka do góry przy 23 °C
- 2 dni koronka do dołu przy 23 °C
- 2 dni tarcza do dołu przy 23 °C
- 2 dni tarcza do góry przy 23 °C
- 1 dzień tarcza do góry przy 8 °C
- 1 dzień tarcza do góry przy 23 °C
- 1 dzień tarcza do góry przy 38 °C
- 2 dni koronka w lewo przy 23 °C

Wszystkie badania przeprowadza się przy około 24% wilgotności względnej powietrza. Po każdych 24 godzinach mierzy się chód chronometru oraz nakręca i nastawia mechanizm. Po zakończonych z pozytywnym wynikiem badaniach mechanizm zegara otrzymuje certyfikat potwierdzający jego dokładność.
Certyfikat zawiera następujące informacje:
| Sprawdzane kryterium                                                 | Tolerancja        | Tolerancja        |
| -------------------------------------------------------------------- | ----------------- | ----------------- |
|                                                                      | Mechanizm > 20 mm | Mechanizm < 20 mm |
| Średni chód dzienny                                                  | -4 do +6 s/dzień  | -5 do +8 s/dzień  |
| Średnia zmiana chodu dziennego                                       | max. 2 s/dzień    | max. 3,4 s/dzień  |
| Największa zmiana chodu                                              | -6 do +8 s/dzień  | -8 do +10 s/dzień |
| Różnica między położeniem poziomym i pionowym                        | max. 5 s/dzień    | max. 7 s/dzień    |
| Największa różnica między średnim chodem dziennym i którymś z chodów | max. 10 s/dzień   | max. 15 s/dzień   |
| Podstawowy błąd kompensacji (zmiana chodu na °C)                     | max. 0,6 s/°C     | max. 0,7 s/°C     |
| Powtarzalność chodu (porównanie 1. i 2. dnia z 15. dniem)            | max. 5 s/dzień    | max. 6 s/dzień    |

Uzyskanie przez mechanizm zegara certyfikatu C.O.S.C. upoważnia producenta do umieszczania na nim oznaczenia Chronometer.

## Znane chronometry
- "Omega" na stadionie Ruchu Chorzów